# Perzowa
Góra Perzowa – szczyt (396 m n.p.m.) znajdujący się w Paśmie Oblęgorskim, Gór Świętokrzyskich pomiędzy wsiami Kuźniaki i Hucisko.
Położony w Suchedniowsko-Oblęgorskim Parku Krajobrazowym.
Znajduje się tu rezerwat przyrody Perzowa Góra, na terenie którego odsłonięte są bloki czerwonego piaskowca triasowego. Na samym szczycie tworzą one kilkudziesięciometrowy mur skalny osiągający miejscami wysokość 6 m. W najwyższej jego części jest sztucznie powiększona jaskinia, w której znajduje się kaplica Świętej Rozalii.
Przez Górę Perzową przechodzi  Główny Szlak Świętokrzyski im. Edmunda Massalskiego z Gołoszyc do Kuźniaków.